# فرودگاه وولوگدا

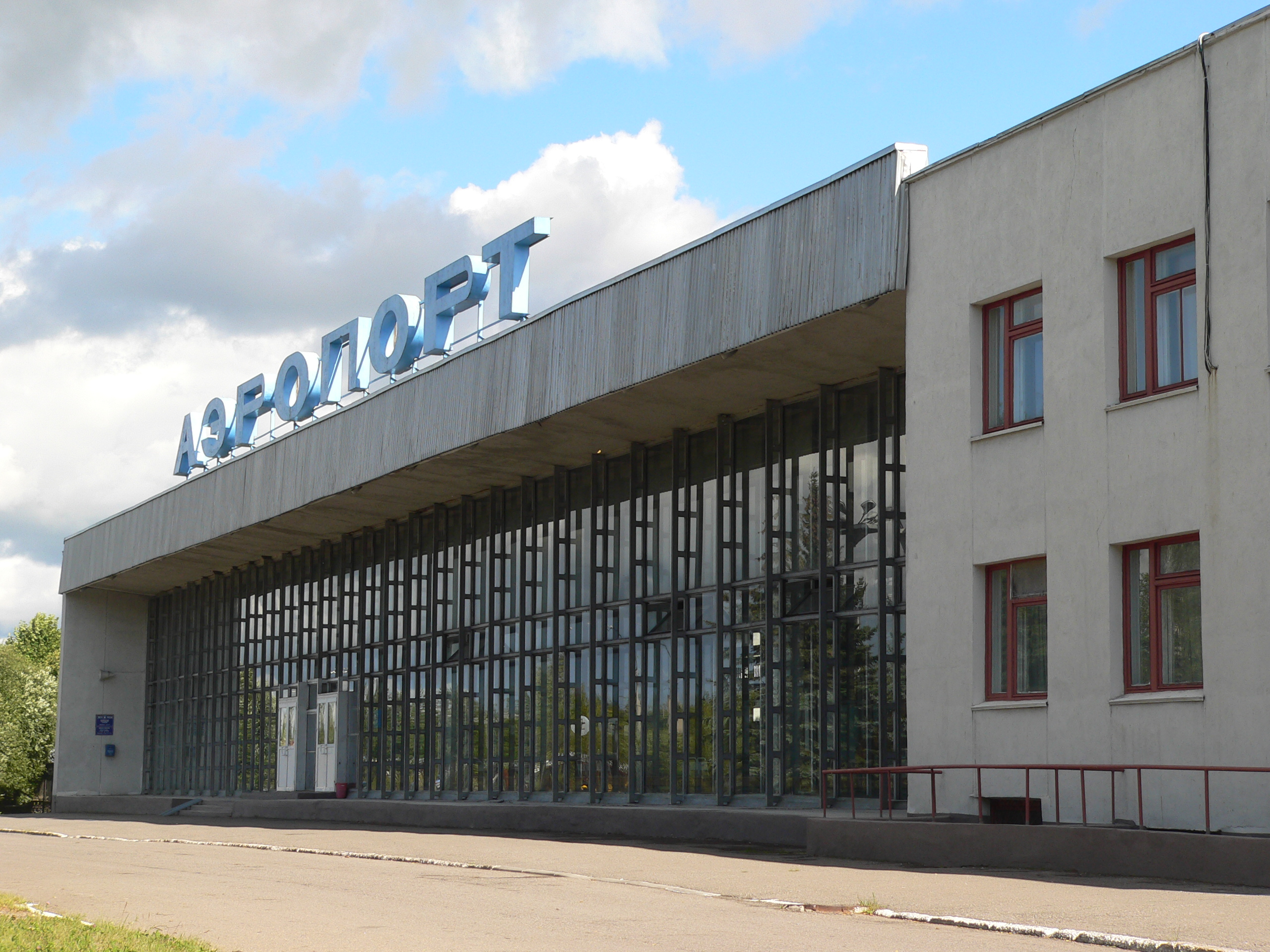
نمایی از ساختمان فرودگاه

فرودگاه وولوگدا (به روسی: Аэропорт Вологда) فرودگاهی عمومی واقع در وولوگدا در کشور روسیه است که توسط JSC "Vologda Aviation Enterprise" اداره می‌شود.

## شرکت‌های هواپیمایی و مقصدهای پروازی
| شرکت‌های هواپیمایی           | مقصدهای پروازی |
| --------------------------- | -------------- |
| پسکوف‌اویا                   | پالکوو         |
| Vologda Aviation Enterprise | ونوکووا        |